# غوتفريد مايكلسين
غوتفريد مايكلسين (بالألمانية: Gödeke Michels) هو قرصان وقرصان رسمي ألماني، ولد في 1360 في فيسمار في ألمانيا، وتوفي في 1402 في Grasbrook ‏ في ألمانيا بسبب قطع الرأس.